# Ipatij (Golubjev)
Ipatij (světským jménem: Valerij Jurjevič Golubjev; * 17. července 1966, Kujbyšev) je ruský pravoslavný duchovní Ruské pravoslavné církve a arcibiskup anadyrský a čukotský.

## Život
Narodil se 17. července 1966 v Kujbyševě, v roce 1991 přejmenovaném opět na Samaru. Pokřtěn byl roku 1969 v chrámu svatých apoštolů Petra a Pavla v jeho rodném městě.
Roku 1982 dokončil kujbyševskou střední školu № 96. V letech 1984-1986 sloužil v řadách Sovětské armády. Roku 1991 dokončil studium na Kukbyševském elektro-technickém institutu.
Od července 1994 byl poslušníkem Trojicko-sergijevské lávry.
Dne 5. dubna 1996 byl představeným lávry archimandritou Feognostem (Guzikovem) postřižen na monacha se jménem Ipatij na počest přepodobného Ipatije Pečerského.
V únoru 1997 byl převeden do kléru novosibirské eparchie.
Dne 24. března 1997 byl rukopoložen na hierodiakona a 7. dubna 1997 biskupem novosibirským a běrdským Sergijem (Sokolovem) na jeromonacha.
V letech 1996-2002 studoval externě Moskevský duchovní seminář.
V letech 1999-2018 byl asistentem představeného archijerejského podvorje Ikony Matky Boží "Skoroposlušnica".
V letech 2006-2012 studoval externě Moskevskou duchovní akademii.
Dne 6. dubna 2018 byl převeden do anadyrské eparchie.
Dne 14. července 2018 byl Svatým synodem zvolen biskupem anadyrským a čukotským.
Dne 19. července 2018 byl metropolitou petrohradským a ladožským Varsonofijem (Sudakovem) povýšen na archimandritu.
Dne 20. srpna 2018 byl v soboru Svaté Trojice Soloveckého monastýru oficiálně jmenován biskupem a o den později proběhla v monastýru jeho biskupská chirotonie. Světiteli byli patriarcha moskevský Kirill, metropolita petrohradský a ladožským Varsonofij (Sudakov), metropolita archangelský a cholmogorský Daniil (Dorovskich), arcibiskup sergijevoposadský Feognost (Guzikov), arcibiskup solněčnogorský Sergij (Čašin), arcibiskup petropavlovský a kamčatský Artemij (Snigur), arcibiskup jegorjevský Matfej (Kopylov), biskup narjan-marský a mezeňský Iakov (Tislenko), biskup kotlaský a velský Vasilij (Danilov), biskup domodědovský Ioann (Ruděnko) a biskup plesecký a kargopolský Alexandr (Zajcev).
Dne 29. srpna 2018 byl patriarchou ustanoven představeným chrámu Ikony Matky Boží "Znamení" v Kuncevě (Moskva).
Dne 17. března 2019 byl v chrámu Krista Spasitele v Moskvě patriarchou Kirillem povýšen na arcibiskupa.

## Řády a vyznamenání

### Církevní vyznamenání
2021 – Řád přepodobného Serafima Sarovského III. stupně